# Bīnegerd
Bīnegerd (persiska: بینگرد, Bīn-e Gerd) är en ort i Iran.   Den ligger i provinsen Kermanshah, i den västra delen av landet, 500 km väster om huvudstaden Teheran. Bīnegerd ligger 792 meter över havet och antalet invånare är 226.
Terrängen runt Bīnegerd är kuperad österut, men västerut är den platt. Runt Bīnegerd är det ganska glesbefolkat, med 38 invånare per kvadratkilometer. Närmaste större samhälle är Gīlān-e Gharb, 2,0 km söder om Bīnegerd. Omgivningarna runt Bīnegerd är i huvudsak ett öppet busklandskap.